# Улица Резнас (Рига)
Улица Ре́знас (латыш. Rēznas iela) — улица в городе Риге, в Латгальском предместье, в историческом районе Московский форштадт (небольшой отрезок в дальней части улицы, за железнодорожной линией, относится к Дарзциемсу). Начинается от перекрёстка с улицей Маскавас и пролегает в северо-восточном направлении до стыка улиц Вестиенас и Пилдас.

## История
Улица Резнас впервые упоминается в списке улиц города за 1880-1883 год, первоначально как Рязанская улица (латыш. Rjazaņas iela, нем. Rjazansche Strasse). Современное наименование — по названию одной из волостей[lv] Резекненского уезда — было присвоено в 1923 году и более не изменялось.

## Транспорт
По официальным данным, длина улицы составляет 428 метров (в эту цифру не включён участок улицы на территории Дарзциемса). На всём протяжении имеет асфальтовое покрытие, разрешено двустороннее движение. При пересечении с железнодорожной линией Рига—Крустпилс был устроен переезд (ныне закрыт, прямого автомобильного сообщения нет); рядом сооружён пешеходный мост. Общественный транспорт по улице не курсирует, однако на улице Валерияс Сейлес есть остановка «Rēznas iela».
В рамках строительства железнодорожной линии Rail Baltica планируется сооружение автомобильного тоннеля, соединяющего улицы Резнас и Пилдас, а в перспективе планируется продление улицы Резнас до улицы Краста.

## Прилегающие улицы
Улица Резнас пересекается со следующими улицами:
- Улица Маскавас
- Улица Лубанас
- Улица Валерияс Сейлес
- Улица Маза Лубанас
- Улица Вестиенас
- Улица Пилдас